# Caesar & Imperial Cup 2013
Il Caesar & Imperial Cup 2013 è stato un torneo di tennis facente parte della categoria ITF Women's Circuit nell'ambito dell'ITF Women's Circuit 2013. Il torneo si è giocato a Taipei in Taiwan dal 28 ottobre al 3 novembre 2013 su campi in cemento e aveva un montepremi di $50,000.

## Partecipanti

### Teste di serie
| Nazionalità | Giocatrice          | Ranking* | Testa di serie |
| ----------- | ------------------- | -------- | -------------- |
| Giappone    | Kurumi Nara         | 71       | 1              |
| Germania    | Dinah Pfizenmaier   | 99       | 2              |
| Thailandia  | Luksika Kumkhum     | 109      | 3              |
| Belgio      | Alison Van Uytvanck | 122      | 4              |
| Belgio      | An-Sophie Mestach   | 132      | 5              |
| Paesi Bassi | Arantxa Rus         | 163      | 6              |
| Russia      | Ekaterina Byčkova   | 176      | 7              |
| Kazakistan  | Zarina Dijas        | 178      | 8              |

- Ranking al 21 ottobre 2013.

### Altre partecipanti
Giocatrici che hanno ricevuto una wild card:
- Chan Hao-ching
- Hsu Ching-wen
- Juan Ting-fei
- Lee Hua-chen

Giocatrici che sono passate dalle qualificazioni:
- Katherine Ip
- Kotomi Takahata
- Wu Ho-ching
- Aki Yamasoto

## Vincitrici

### Singolare
Paula Kania ha battuto in finale  Zarina Dijas con il punteggio di 6–1, 6–3

### Doppio
Lesley Kerkhove /  Arantxa Rus hanno battuto in finale  Chen Yi /  Luksika Kumkhum con il punteggio di 6–4, 2–6, [14–12]